# Enterococo
Enterococo é uma bactéria Gram positiva anaeróbia facultativa, habitante do intestino do homem, agente causador eventual de endocardite bacteriana, infecções intestinais e infecções urinárias. São importantes agentes causadores de infecções hospitalares.
Seus principais representantes são o Enterococcus faecalis e o Enterococcus Faecium.
Em relação a resistência bacteriana, quase todos os E. faecalis isolados são sensíveis a ampicilina e resistentes a quinupristina-dalfopristina. A maior parte dos E. faecium isolados são resistentes a ampicilina, suscetíveis a quinupristina-dalfopristina e apresentam resistência moderada a alta a vancomicina.